# Pratola Serra
Pratola Serra – miejscowość i gmina we Włoszech, w regionie Kampania, w prowincji Avellino.
Według danych na 1 stycznia 2022 roku gminę zamieszkiwało 3625 osób (1770 mężczyzn i 1855 kobiet).